# Liste des ministres italiens de la Famille
Cet article dresse la liste des ministres italiens chargés de la Famille depuis la création du poste en 1994.

## Liste des ministres
| Ministre                                                                     | Ministre                     | Dates du mandat                                              | Parti | Parti       | Gouvernement |
| ---------------------------------------------------------------------------- | ---------------------------- | ------------------------------------------------------------ | ----- | ----------- | ------------ |
|                                                                              | Antonio Guidi (1945– )       | 10 mai 1994 – 17 janvier 1995 8 mois et 7 jours              |       | FI          | Berlusconi I |
|                                                                              | Adriano Ossicini (1920–2019) | 17 janvier 1995 –18 mai 1996 1 an, 4 mois et 1 jour          |       | Indépendant | Dini         |
| Poste non-pourvu                                                             |                              |                                                              |       |             |              |
|                                                                              | Rosy Bindi (1951– )          | 17 mai 2006 – 8 mai 2008 1 an, 11 mois et 21 jours           |       | DL / PD     | Prodi II     |
| Poste non-pourvu                                                             |                              |                                                              |       |             |              |
|                                                                              | Lorenzo Fontana (1980–)      | 1er juin 2018 – 10 juillet 2019 1 an, 1 mois et 9 jours      |       | Lega        | Conte I      |
|                                                                              | Alessandra Locatelli (1976–) | 10 juillet 2019 – 5 septembre 2019 1 mois et 26 jours        |       | Lega        | Conte I      |
|                                                                              | Elena Bonetti (1974)         | 5 septembre 2019 – 14 janvier 2021 (1 an, 4 mois et 9 jours) |       | IV          | Conte II     |
| 13 février 2021 – 22 octobre 2022 (1 an, 8 mois et 9 jours)                  | Elena Bonetti (1974)         | Draghi                                                       |       | IV          |              |
|                                                                              | Eugenia Roccella (1953)      | depuis le 22 octobre 2022 (2 ans, 4 mois et 15 jours)        |       | Fdl         | Meloni       |
| Titres successifs : - Famille, Natalité et Égalité des chances (depuis 2022) |                              |                                                              |       |             |              |